# Julij Kriemlow
Julij Anatoljewicz Kriemlow, ros. Юлий Анатольевич Кремлёв (ur. 6 czerwca?/19 czerwca 1908 w Jessentukach, zm. 19 lutego 1971 w Leningradzie) – rosyjski kompozytor i muzykolog.

## Życiorys
Studiował w Konserwatorium Leningradzkim grę na fortepianie (1925–1928) oraz teorię muzyki (1929–1933). W 1937 roku został aspirantem pod kierunkiem Borisa Asafjewa. W tym samym roku został pracownikiem naukowym instytutu teatru, muzyki i filmu w Leningradzie, w latach 1957–1965 był kierownikiem jego działu muzycznego. W 1944 roku otrzymał stopień kandydata nauk, a w 1963 roku doktora nauk o sztuce. W 1967 roku otrzymał profesurę.
Zajmował się głównie problematyką estetyki muzycznej, adaptując na jej grunt teorię marksizmu-leninizmu, historię muzyki analizował zgodnie z regułami realizmu socjalistycznego. Opublikował prace Russkaja mysl o muzykie (2 tomy, 1954–1958), Oczerki po woprosam muzykalnoj estetiki (1957), Czto takoje muzykalnaja tiema (1964), Esteticzeskije wzglady S.S. Prokofjewa (1968), Izbrannyje statji i wystuplenija (1969). Był autorem monografii poświęconych Chopinowi (1949, 3. wydanie 1971), Griegowi (1958), Debussy’emu (1964), Massenetowi (1969) i Saint-Saënsowi (1970). Skomponował jedyną symfonię, 14 sonat fortepianowych, ponadto pieśni.